# باول جي. ريتشاردز
باول جي. ريتشاردز (بالإنجليزية: Paul G. Richards)‏ هو عالم زلازل ‏ أمريكي، ولد في 31 مارس 1943 في Cirencester ‏ في المملكة المتحدة.